# Sarah Louvion
Pour les articles homonymes, voir Louvion.
Sarah Louvion, née le 10 janvier 1976, est une flûtiste française.
Lauréate de plusieurs concours internationaux, elle mène une carrière de soliste d'orchestre à Francfort-sur-le-Main, de concertiste-récitaliste internationale et d'enseignante.

## Biographie
Originaire du nord de la France, Sarah Louvion passe son enfance à Arleux où elle s'éveille à la musique par la méthode Orff et commence l'étude de la flûte traversière à l'école de musique avec Hervé Hotier en 1984,, qu'elle continue avec Jean-Michel Legrand à Sin-le-Noble, puis au conservatoire de Douai, tout en jouant dans des orchestres d'harmonie locaux. Après avoir obtenu en 1993 un 1er prix à Douai, elle s'inscrit au conservatoire du Xe arrondissement de Paris où elle bénéficie de l'enseignement de Raymond Guiot. Elle suit aussi des cours avec Philippe Pierlot et Vincent Lucas, menant parallèlement ses études de mathématiques, physique et chimie à l'Université de Lille.
Elle est admise en 1996 au Conservatoire national supérieur de musique de Paris dans la classe d'Alain Marion et dans la classe de musique de chambre, où elle obtient les premiers prix, qu'elle fait suivre par un cycle de perfectionnement avec Sophie Cherrier de 1999 à 2001,. 
À la suite de ses succès aux concours internationaux de Rome et Kobe, elle est invitée à de nombreux festivals : MIDEM de Cannes en 2000 dans le cadre des « Révélations classiques » de l'ADAMI, Festival de Prades, festival de Weilbourg (de) en Allemagne… Au Festival international de musique de Colmar 2002, elle crée Le rire de Saraï pour flûte et piano de Guillaume Connesson dont elle est dédicataire,.
Depuis 2002, Sarah Louvion est flûte-solo de l'Orchestre de l'Opéra de Francfort (Orchestre de l'Opéra et du Musée de Francfort (de)). Accompagnée par cet orchestre, elle tient la partie soliste dans la Suite en si mineur de Bach à l'Alte Oper de Francfort
en décembre 2011.
En soliste, elle a joué en Allemagne avec les Orchestre de la Radio de Francfort, Orchestre symphonique de la WDR de Cologne, Orchestre symphonique de la Radiodiffusion bavaroise, Orchestre de l'Opéra de Munich, Orchestre symphonique de Bamberg, Orchestre symphonique de Heilbronn, en Russie avec l'Orchestre de chambre de Moscou, et en Asie, notamment au Japon avec l'Ensemble de Tokyo et l'Orchestre symphonique métropolitain de Tokyo.
En France, elle s'est produite avec l'Orchestre de chambre de Toulouse, l'Orchestre national d'Île-de-France, l'Orchestre Pasdeloup, l'Orchestre de chambre Amadeus de Lille, l'Orchestre de Douai, l'Orchestre philharmonique de Radio France, l'Orchestre national de France, l'Orchestre de l'Opéra de Lyon.
Elle interprète en février 2012 à Lisbonne le Concerto pour flûte et harpe de Mozart avec Xavier de Maistre et l'Orchestre de la Fondation Gulbenkian sous la direction de Bertrand de Billy.
Au cours d'une tournée de l'Orchestre de chambre de Lausanne avec Bertrand de Billy et la harpiste Letizia Belmondo en 2015, elle joue le Concerto pour flûte et harpe de Mozart, à Lausanne, au Victoria Hall de Genève et à l'Auditorium de Radio France (concert filmé pour ARTE Concert). 
La pianiste Delphine Bardin et la harpiste Françoise Friedrich sont ses partenaires de longue date pour les récitals.
En dehors de l'Europe, ses engagements de concertiste la conduisent régulièrement en Asie et en Amérique latine, où elle donne aussi des master-classes et participe à des festivals et des académies d'été.
Ayant acquis une renommée internationale, elle est invitée comme membre du jury des concours de flûte les plus prestigieux : concours international Maxence Larrieu de Nice 2019, concours international de flûte de Kobe 2021, « Internationaler Theobald Böhm Wettbewerb 2022 » à Munich.
Sarah Louvion réside à Francfort. Sa flûte est une Muramatsu en or 14K,. Selon le répertoire, elle utilise aussi une flûte en bois système Boehm Abell.

## Prix et distinctions
- Concours internationaux : 
  - 2e Prix du Concours international « Syrinx » de Rome en 1999
  - 1er Prix du Concours international de flûte de Kobe au Japon en 2001
  - 3e Prix du Concours international de Genève en 2001
  - Prix international « Pro Musicis » (catégorie soliste) à Paris en 2011
- Lauréate de la « Yamaha Foundation of Europe », de la Fondation Meyer[8], du « Mécénat Musical Société Générale » et de la Fondation Groupe Banque Populaire.

## Discographie
- Mozart : Quatuor pour flûte et cordes K.285 (enregistré en public à Kobé en 2001) ; Concerto pour flûte et orchestre no 2 K.314, enregistré à Tokyo en juillet 2002 avec l'Ensemble de Tokyo, dir. Chang-Kook Kim. CD Classica/Prélude et Fugue CLAC051 (avril 2003)[9]
- Concerto pour flûte no 1 - Chant de Linos (Jolivet) ; Concerto op. 22 (Pierre-Philippe Bauzin) ; Sérénade op. 30 (Roussel) ; Pièce pour flûte seule (Ibert). Ensemble du Festival flûte-hautbois en Livradois, dir. Ariel Zuckermann (en). Enregistré en l'Église Saint-Barthélémy de Saint-Amant-Roche-Savine les 15-16 août 2007. CD Farao classics B108032 (2008)  (EAN 4 025438080321)
- Participation aux enregistrements de Pli selon pli de Boulez (CD DG) et d'œuvres de Pascal Gaigne (de)[10]